# Jumba
Der Jumba war ein Flächenmaß in Singapur und in angrenzenden Gebieten an der Straße von Malakka und auf der britisch verwalteten Insel Prince of Wales. Er war ein Feldmaß.
- 1 Jumba = 2554 1/3 Pariser Quadrat-Fuß = 274,7 Quadratmeter (nach[1] 269,5 Quadratmeter)
- 20 Jumbas = 1 Orlong = 25600 Quadrat-Hastas/Hästas = 51,086 2/5 Pariser Geviertfuß/Quadratfuß = 5494 1/5 Quadratmeter

Auf der Insel Penang und in Banten im Westen der Insel Java wurde der Jumba auch „Dschömba“ genannt und dort als ein Längenmaß gebraucht.